# Akio Mayeda
Akio Mayeda (jap. 前田昭雄 Mayeda Akio; * 18. April 1935 in Tokio) ist ein japanischer Musikwissenschaftler, der speziell mit seinen Forschungen über Robert Schumann bekannt wurde.

## Leben
Akio Mayeda studierte Ästhetik und Kunstwissenschaften an der Universität Tokio und kam 1961 als österreichischer Stipendiat nach Wien. Dort studierte er zunächst Dirigieren bei Hans Swarowsky und ab 1963 Musikwissenschaft an der Universität Wien bei Erich Schenk und  Leopold Nowak. 1967 wurde er mit einer Arbeit über Nicola Antonio Porpora promoviert.
1968 erhielt Mayeda eine Professur an der Musikhochschule Tokio, von 1972 bis 2000 lehrte er an der Universität Zürich.
1979 trat er dem wissenschaftlichen Beirat der Robert-Schumann-Gesellschaft in Düsseldorf bei und engagierte sich für eine neue Gesamtausgabe der Werke Schumanns. 1985 wurde das Projekt in das Akademien-Programm aufgenommen und Mayeda mit der Leitung der Edition betraut, die ihren Sitz seit 1986 in der Robert-Schumann-Forschungsstelle in Düsseldorf hat.
1987 habilitierte sich Mayeda an der Universität Heidelberg. Seit 2003 wirkt er als Honorarprofessor an der Universität Wien.
Akio Mayeda lebt in Unterägeri in der Schweiz.

## Werke
- Nicola Antonio Porpora als Instrumentalkomponist. Wien 1967, Dissertation.
- Schumanniana. Tokio 1983; Neuauflage 2003.
- Schumanns Weg zur Symphonie. Atlantis, Zürich 1987, Habilitationsschrift.
- Papillons für Klavier op. 2. In: Helmut Loos (Hrsg.): Robert Schumann. Interpretationen seiner Werke. Laaber Verlag, 2005, S. 9–16, ISBN 978-3-89007-447-4.